# Viagem aos Seios de Duília
Viagem aos Seios de Duília é um filme luso-brasileiro de 1964 dirigido por Carlos Hugo Christensen, com roteiro dele e de Orígenes Lessa baseado em conto de Aníbal Machado.

## Sinopse
Funcionário público se aposenta após 36 anos e depois de uma desilusão amorosa e da morte de um ex-companheiro de trabalho, volta a sua cidade natal (Pouso Triste, Minas Gerais) em busca da mulher que amou aos 15 anos. Porém se depara com as marcas deixadas pelo passar dos anos.

## Elenco
- Rodolfo Mayer...José Maria
- Nathália Timberg...Adélia
- Oswaldo Louzada...Suero, o guia
- Lícia Magna...Duília
- Sara Nobre
- Isolda Cresta
- Rosa Sandrini
- Maurício Loyola
- José Policena
- Otávio Cardoso
- Geny Dias
- Nelson Camargo
- Gilda Nery
- Mariângela
- Wilma Patrícia
- Manoel Teixeira
- Armando Rosas
- Oscar Cardona
- João Amaral
- Palmira Barbosa
- Maria Luiza Paz
- Cristina Zanini
- Jotta Barroso
- Emídio Ferreira
- Victória Simões
- Mário de Lucena
- Lita Palacios
- Artur Semedo

## Prêmios e indicações
Festival de Cinema de Teresópolis - 1965
- Menção Honrosa Especial, troféu "Dedo de Deus"

Comissão de Auxílio à Indústria Cinematográfica do Rio de Janeiro
- Vencedor: Prêmio Governador do Estado da Guanabara 1965

Prêmios de Cinema do IV Centenário
- Vencedor:  Primeiro Prêmio 1965

Prêmio Governador do Estado de São Paulo 1965.
- Vencedor: Melhor ator (Rodolfo Mayer)